# شستایوویتسه (ناحیه پراگ-شرق)
شستایوویتسه (به چکی: Šestajovice) یک منطقهٔ مسکونی در جمهوری چک است که در ناحیه پراگ-شرق واقع شده‌است. شستایوویتسه ۵٫۴۶ کیلومتر مربع مساحت و ۲٬۸۴۹ نفر جمعیت دارد و ۲۵۴ متر بالاتر از سطح دریا واقع شده‌است.